# Fall on Me
„Fall on Me” – piosenka popowa wykonywana przez amerykański zespół muzyczny A Great Big World oraz wokalistkę Christinę Aguilerę. Utwór wydano na singlu 22 listopada 2019 roku. Następnie, w sierpniu 2021, ukazał się on na trzecim albumie studyjnym grupy, Particles. Zagrana na fortepianie i instrumentach smyczkowych ballada opowiada o szukaniu oparcia wśród najbliższych, a także o miłości i współzależności. Była to druga współpraca Aguilery oraz A Great Big World po hitowym singlu „Say Something”, który zajął czwarte miejsce listy przebojów Billboard Hot 100.
Piosenka uplasowała się na kilku listach magazynu Billboard, między innymi na pozycjach: 9. w notowaniu Digital Song Sales, 14. w notowaniu Mexico Ingles Airplay i 37. na Adult Pop Songs. Zdobyła też pozytywne recenzje krytyków, chwalona za poruszające przesłanie jako klasyczny „wyciskacz łez”. Dobrze oceniono również wokale Aguilery. Do utworu nakręcono minimalistyczny teledysk, który toczy się przez cztery pory roku, a przedstawiona w nim ewolucja drzewa jest metaforą cyklu życiowego. Promując singel, Aguilera i członkowie A Great Big World wystąpili podczas 47. gali wręczenia nagród American Music Awards.

## Informacje o utworze
17 listopada 2019 roku Christina Aguilera udostępniła w mediach społecznościowych 16-sekundowy materiał wideo, stanowiący fragment utworu granego na fortepianie. Chwilę później post został retweetowany przez zespół A Great Big World, w skład którego wchodzą Ian Axel i Chad King (alias Chad Vaccarino). Trzej artyści po raz pierwszy nawiązali współpracę w 2013 roku: w efekcie powstało nagranie „Say Something”, wyróżnione później nagrodą Grammy. Singel zyskał olbrzymią popularność na listach przebojów. 18 listopada oficjalnie potwierdzono ponowną kolaborację, a Aguilera zdradziła tytuł piosenki: „Fall on Me”. Jest to cover ballady, którą oryginalnie (w 2018 roku) wykonali Andrea Bocelli i jego syn, Matteo[A]. Axel i King figurują jako autorzy tekstu i melodii. Utwór nagrano przy akompaniamencie fortepianu i instrumentów smyczkowych. Stanowisko producenta objął Dan Romer, który pracował też przy „Say Something”.
Gatunkowo „Fall on Me” reprezentuje muzykę piano pop oraz adult contemporary. Tekst utworu mówi o szukaniu oparcia i ukojenia wśród osób najbliższych. W refrenie padają słowa: „Opadnij na mnie, z otwartymi ramionami; opadnij na mnie − całym swoim światłem”. Według Aguilery tematem piosenki jest poczucie przywiązania do drugiego człowieka, a członkowie A Great Big World powiedzieli, że traktuje ona o poszukiwaniu miłości i współzależności. „Rzecz w tym, by poddać się czemuś większemu od nas samych; by zaufać, że odpowiedzi, których szukamy, prędzej czy później same się odnajdą”, odnieśli się do utworu Axel i King. W kontekście metaforycznego teledysku Axel wyjaśnił, że tematyka „Fall on Me” dotyczy też poszukiwania wewnętrznej równowagi i porządku.

## Wydanie singla
18 listopada 2019 roku potwierdzono, że utwór ukaże się w najbliższy piątek, 22 listopada. Na dzień przed premierą w sieci pojawił się krótki fragment piosenki. „Fall on Me” wydano w systemie digital download oraz w serwisach streamingowych, między innymi na Spotify i Apple Music. Singel już w dniu wydania wszedł na światowe listy przebojów iTunes Store, badające sprzedaż cyfrową. Na Filipinach debiutował z pozycji pierwszej; szczyt notowania objął też w Argentynie. W brazylijskim sektorze iTunes Charts dotarł do miejsca drugiego, a w hiszpańskim − do piątego. Po występie wykonawców na gali American Music Awards utwór awansował na szczyt listy iTunes Top Songs, choć wcześniej plasował się poza czołową dwudziestką. Dziennikarz muzyczny Mike Wass uznał, że to powrót A Great Big World i Aguilery na scenę zainteresował amerykańską publiczność, a następnie dodał: „taki skok w zestawieniu sprzedaży na pewno pozyska uwagę kuratorów ze Spotify oraz kierowników stacji radiowych”. Ogłoszono też, że podczas trwania American Music Awards „Fall on Me” był najczęściej wyszukiwanym utworem w aplikacji Shazam.
Na przełomie stycznia i lutego 2020 singel wszedł na listę Adult Pop Songs, kompilowaną przez magazyn Billboard. Debiutował z pozycji trzydziestej ósmej, później jako najwyższą zajmując trzydziestą siódmą. Nagranie zajęło też miejsce czternaste oraz piętnaste na listach przebojów Indonezji i Filipin.

## Opinie
Piosenka chwalona była między innymi przez wokalistę Matteo Bocellego.

### Recenzje
Według Kelsie Gibson, dziennikarki serwisu PopSugar UK, „Fall on Me” to klasyczny „wyciskacz łez”: utwór przypominający balladę „Say Something” z 2013 roku, o emocjonalnym przesłaniu, delikatnie zaśpiewany. Mike Wass z portalu Idolator przyznał, że piosenka jest równie poruszająca i powściągliwa, jak wcześniejsza kolaboracja A Great Big World i Aguilery. W recenzji dla strony That Grape Juice chwalono tekst utworu, a także śpiew Aguilery: „Christina brzmi niesamowicie − do tego stopnia, że kawałek mógłby wypaść jeszcze lepiej w wersji solo”. Na antenie radiostacji KEZR/Mix 106 okrzyknięto piosenkę jako „zapierającą dech w piersi”. Na stronie LATF The Magazine pisano, że ballada jest śmiała, zaśpiewana w głęboko uczuciowy sposób przez Aguilerę, a delikatnie przez Axela.

## Teledysk
12 grudnia 2019 roku na oficjalnym kanale A Great Big World w serwisie internetowym YouTube udostępniono promocyjny wideoklip tekstowy (lyric video). 6 lutego 2020 na YouTube'ie zamieszczono klip fanowski (aprobowany przez A Great Big World), a następnego dnia na profilu zespołu w serwisie Instagram pojawił się pierwszy fotos z planu oficjalnego teledysku. Ten miał swoją premierę 11 lutego.
Teledysk wyreżyserował Se Oh, a zdjęcia powstawały w obszarze Downtown Los Angeles. Klip utrzymany jest w minimalistycznej formie. W pierwszej scenie pojawiają się Ian Axel i Chad King, którzy zasiadają przy fortepianie w zimowej scenerii (magazyn Billboard określa ją jako „krainę czarów”). Zaczyna padać śnieg, a po chwili rozkwitają pąki roślin. Christina Aguilera przedstawiona zostaje jako królowa wiosny: ma na sobie dostojną, białą suknię, a jej twarz zdobi delikatny, różowy makijaż. Gdy wokalistka zaczyna śpiewać, kwiaty rosną w siłę, gałęzie przykrywa między innymi wiśniowa sakura, a zima ustępuje miejsca kolejnemu sezonowi. Występujące w wideoklipie drzewo − postawione w centrum planu zdjęciowego − jest dla niego osią konstrukcyjną; stanowi metaforę cyklu rozwojowego. Podróż przez kolejne pory roku symbolizuje też życiową „podróż” dwóch osób w romantycznym związku.

W ciągu całego swego życia przechodzimy, jako ludzie, wiele przemian i reinwencji. Poszukiwanie miłości to podróż, którą odbywamy wszyscy. Miłość jest cyklem wzlotów i upadków, porażek i odrodzenia − jest jak drzewo, stale ewoluujące przez dwanaście miesięcy. Chciałem stworzyć wizualizację, która przekaże tę metaforę.

Aguilera nosi w teledysku suknie zaprojektowane przez dom mody Viktor & Rolf oraz projektanta haute couture Georges'a Hobeikę. Za dobór biżuterii odpowiadał stylista Brett Alan Nelson. Uwagę zwraca przede wszystkim ozdobny, diamentowy handpiece, którym przystrojono jedną z dłoni wokalistki.
W recenzji dla serwisu Idolator Mike Nied uznał, że teledysk został wydany w doskonałym czasie: tuż przed walentynkami. „Klip hołduje miłości, która przetrwa wszystkie sezony”, pisał dziennikarz. W omówieniu dla portalu Music Mayhem Magazine wideoklip okrzyknięto jako oszałamiający. Taylor Weatherby (Billboard) wnioskowała, że klip jest nieziemski, a jeden z redaktorów serwisu That Grape Juice chwalił jego prostotę i szyk.

### Współtwórcy
| - Reżyseria: Se Oh - Kostiumy: Georges Hobeika, Viktor & Rolf - Dobór biżuterii: Brett Alan Nelson | - Charakteryzacja: Etienne Ortega - Stylizacja fryzury: Rob Talty - Wytwórnia: Mad Ruk Entertainment |

## Promocja i wykonania koncertowe

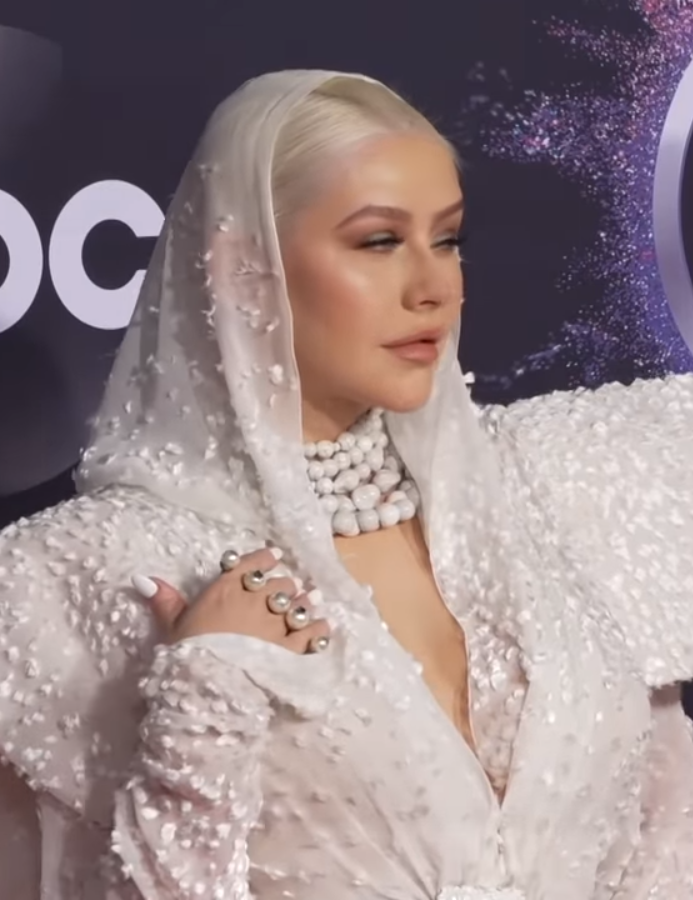
Aguilera na gali American Music Awards, 24 listopada 2019 roku.

22 listopada 2019 roku Aguilera opublikowała w mediach społecznościowych materiał wideo, w którym zaśpiewała fragment ballady a cappella. 24 listopada Aguilera i członkowie A Great Big World wykonali piosenkę podczas 47. gali wręczenia nagród American Music Awards, za co otrzymali owacje na stojąco. Występ rozpoczyna ujęcie na Iana Axela, który gra na białym fortepianie marki Steinway. Artysta odśpiewuje pierwszą zwrotkę i refren „Fall on Me”, a następnie scenę przejmuje Aguilera. Według dziennikarza muzycznego Chrisa Payne'a (Billboard) piosenkarka brzmiała swobodnie i „skradła Axelowi show sprzed nosa”. Payne pochwalił jednak obu wykonawców za „wiarygodną chemię”. Pojawienie się Aguilery na ceremonii było szeroko komentowane i zyskało pochwałę mediów. Jej kreację na czerwonym dywanie, zaprojektowaną przez Jean-Paula Gaultiera, uznano za awangardową i wyrafinowaną.
10 stycznia 2020 ruszyła kampania Spectrio i What's In−Store Music, za sprawą której „Fall on Me” zaczęły emitować sklepy i galerie handlowe w całych Stanach Zjednoczonych. Kilka dni później utwór wykorzystano w jednym z odcinków programu Flirty Dancing, nadawanego przez Channel 4. Na początku lutego Axel i Chad King wykonali piosenkę w programie Billboard Live, a w połowie miesiąca zaśpiewali ją gościnnie wraz z członkami chóru PS22 Chorus. 19 lutego gościli w Paste Studio NYC, należącym do magazynu Paste, gdzie również promowali singel.

## Twórcy
Informacje za Tidal:
- Główne wokale: Christina Aguilera, Ian Axel
- Producent: Dan Romer
- Autor: Chad Vaccarino, Ian Axel
- Fortepian: Ian Axel
- Wiolonczela: Adele Stein, Jonathan Dinklage
- Skrzypce, altówka: Jonathan Dinklage
- Inżynier dźwięku: Chris Gehringer, Dan Romer, Manny Marroquin

## Pozycje na listach przebojów
| Kraj              | Notowanie (2019−2020)        | Wydawca                | Najwyższa pozycja |
| ----------------- | ---------------------------- | ---------------------- | ----------------- |
| Chiny             | Airplay Chart                | Soundcharts            | 174               |
| Filipiny          | Top 30 Singles               | Music Weekly Asia      | 15                |
| Indonezja         | Airplay Chart (Daily)        | Soundcharts            | 112               |
| Indonezja         | Airplay Chart (Weekly)       | Soundcharts            | 143               |
| Indonezja         | Top 50 Singles               | Creative Disc          | 14                |
| Islandia          | Airplay Chart (Daily)        | Soundcharts            | 63                |
| Islandia          | Airplay Chart (Weekly)       | Soundcharts            | 71                |
| Kanada            | Canadian Digital Song Sales  | Billboard              | 27                |
| Meksyk            | Mexico Ingles Airplay        | Billboard              | 14                |
| Meksyk            | Radio Top 100 Songs          | Top Charts             | 28                |
| Rumunia           | Bubbling Under Singles Chart | Romanian Chart Top 100 | 1                 |
| Stany Zjednoczone | Adult Pop Songs              | Billboard              | 37                |
| Stany Zjednoczone | Digital Song Sales           | 9                      |                   |
| Stany Zjednoczone | Hot AC Chart                 | Mediabase              | 37                |
| Stany Zjednoczone | Pop Digital Song Sales       | Billboard              | 8                 |
| Tajwan            | Airplay Chart                | Soundcharts            | 27                |

Notowania radiowe/internetowe
| Kraj      | Notowanie (2020) | Wydawca   | Najwyższa pozycja | Data osiągnięcia pozycji szczytowej |
| --------- | ---------------- | --------- | ----------------- | ----------------------------------- |
| Indonezja | Elfara 40 Wow    | Elfara FM | 6                 | 2020−01−19                          |

## Informacje dodatkowe
- Cover utworu nagrał Corvyx, przy współudziale Joeya Deana[69].

## Historia wydania
| Region            | Data              | Format                                  | Wytwórnia            |
| ----------------- | ----------------- | --------------------------------------- | -------------------- |
| Świat             | 22 listopada 2019 | digital download, streaming             | S-Curve Records, BMG |
| Włochy            | 13 grudnia 2019   | airplay                                 | S-Curve Records, BMG |
| Stany Zjednoczone | 6 stycznia 2020   | airplay (format Hot Adult Contemporary) | S-Curve Records, BMG |